# 2003 en Grèce
Chronologie de la Grèce
- 1999
- 2000
- 2001
- 2002
- 2003
- 2004
- 2005
- 2006
- 2007

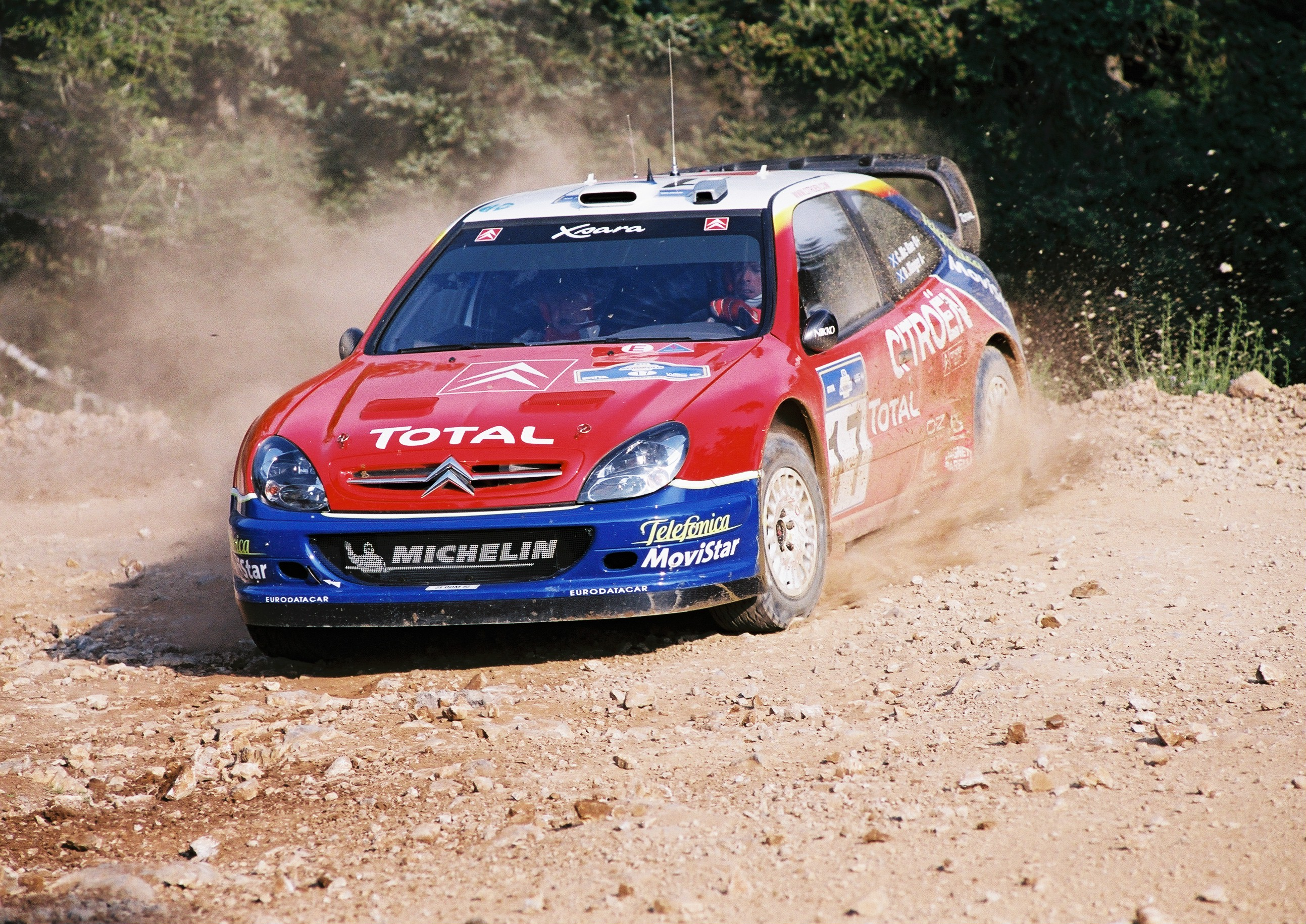
Rallye de l'Acropole (2003).

Cette page concerne les évènements survenus en 2003 en Grèce :

## Évènement
- 1er janvier-30 juin : Présidence grecque du Conseil de l'Union européenne.
- 27-28 mars : 6e symposium gréco-serbe (en) à Thessalonique.
- 19-21 juin : Conseil européen à Thessalonique.
- 29 juin : Lancement du satellite Hellas Sat 2 (en).

## Cinéma - Sortie de film
- 21-30 novembre : Festival international du film de Thessalonique.
- Un ciel épicé

## Sport
- 12 avril : Organisation des championnats d'Europe d'haltérophilie (en) à Loutráki.
- 18-23 avril : Organisation de la coupe d'Europe du 10 000 mètres (en) à Athènes.
- 15-17 août : Organisation des championnats d'Europe de cyclisme sur route à Athènes.
- 23-31 août : Participation de la Grèce aux Championnats du monde d'athlétisme de 2003 (en) à Saint-Denis en France.
- 19-28 septembre : Organisation du championnat d'Europe féminin de basket-ball à Pyrgos, Amaliáda et Patras.
- Championnat de Grèce de basket-ball 2002-2003 (en)
- Championnat de Grèce de basket-ball 2003-2004 (en)
- Championnat de Grèce de football 2002-2003
- Championnat de Grèce de football 2003-2004
- Coupe de Grèce de football 2002-2003 (en)
- Coupe de Grèce de football 2003-2004 (en)
- Création des clubs de sports : AEP Karagiannia F.C. (en), Kentavros Vrilission F.C. (en) (football) et Kavala BC (basket-ball).
- Démolition du stade Nikos Goumas (en) à Néa Filadélfia.

## Création
- 29e Brigade d'infanterie mécanisée (en)
- Collection archéologique de l'aéroport international d'Athènes (en)
- Extension de la ligne 3 du métro d'Athènes (station de Monastiráki)
- Institut d'éducation technologique des îles Ioniennes (en)
- Musée archéologique de Mycènes

## Dissolution
- 6e Division d'infanterie (en)

## Décès
- Dínos Dimópoulos, acteur, scénariste, dramaturge, réalisateur et metteur en scène de théâtre et cinéma.
- Kóstas Grammatópoulos, peintre et graveur.
- Loukás Karliáftis, militant communiste.
- Nelly Mazloum, danseuse égyptienne, morte à Athènes.
- Giánkos Pesmazóglou, économiste et député européen.
- Antonis Samarakis, écrivain.
- Títos Vandís, acteur.